# Lvivs Grand Prix

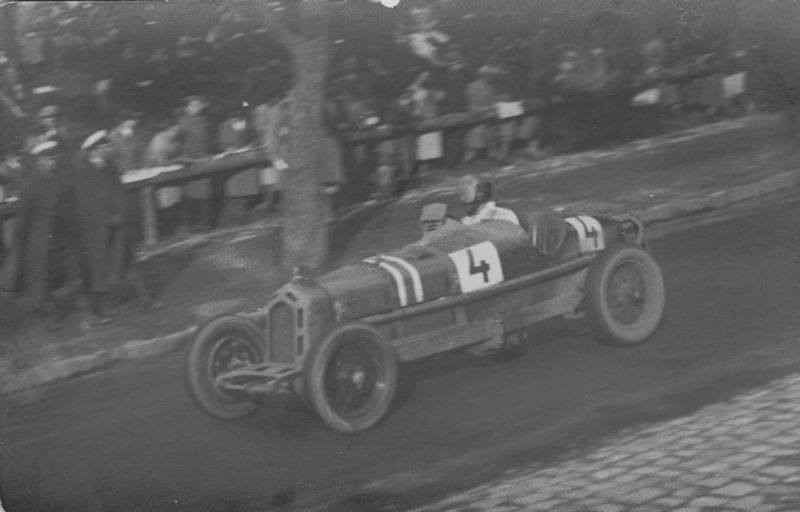
Eugen Bjørnstad i en Alfa Romeo 8C, vinnare av loppet 1933.

Lvivs Grand Prix var en Grand Prix-tävling som kördes mellan 1930 och 1933 i den då polska staden Lviv.
Tävlingen anordnades av Malopolski Klub Automobilowy (Lillpolens Automobilklubb).

## Vinnare av Lvivs Grand Prix
| År   | Förare            | Bil            |
| ---- | ----------------- | -------------- |
| 1930 | Henryk Liefeldt   | Austro-Daimler |
| 1931 | Hans Stuck        | Mercedes-Benz  |
| 1932 | Rudolf Caracciola | Alfa Romeo     |
| 1933 | Eugen Bjørnstad   | Alfa Romeo     |